# Prêmio Emmy Kids de Programa de Entretenimento sem Roteiro
O Prêmio Emmy Kids de Programa de Entretenimento sem Roteiro foi entregue pela Academia Internacional das Artes & Ciências Televisivas de 2013 à 2019 aos melhores programas de entretenimento infanto-juvenil que tenham sido produzidos e transmitidos fora dos Estados Unidos. A categoria fazia parte dos Prêmios Emmy Kids Internacional.

## Vencedores
| Ano  | Vencedor              | País        | Emissora                                 |
| ---- | --------------------- | ----------- | ---------------------------------------- |
| 2012 | Energy Survival       | Noruega     | NRK                                      |
| 2013 | Pet School            | Reino Unido | CBBC                                     |
| 2014 | Wild Kids             | Suécia      | Sveriges Television                      |
| 2015 | All-Round Champion    | Noruega     | NRK (Norwegian Broadcasting Corporation) |
| 2016 | Ultras Sorte Kageshow | Dinamarca   | Danish Broadcasting Corporation          |
| 2017 | Snapshot              | Canadá      | FORTE Entertainment                      |